# Blohm & Voss BV 138
Blohm & Voss BV 138 Seedrache (Rồng biển, tên thân mật là Der Fliegende Holzschuh ("guốc bay", do hình dạng khung vỏ nhìn từ hai bên) là một loại tàu bay của Đức trong Chiến tranh thế giới II, nó là loại máy bay chuyên thực hiện các nhiệm vụ trinh sát tầm xa trên biển.

## Biến thể

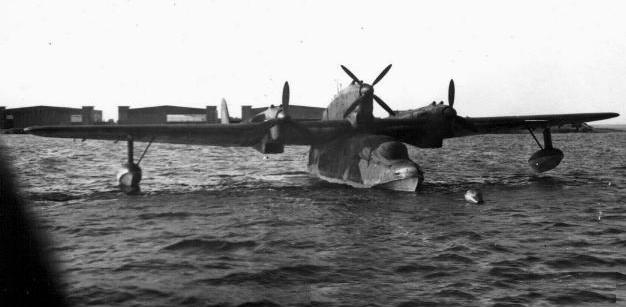
Blohm & Voss BV 138 thả neo tại Hồ Siutghiol, gần Constanta, Romania năm 1943.

Mẫu thử
- Ha 138 V1 (D-ARAK)
- Ha 138 V2 (D-AMOR)
- Ha 138 V3

Bản sản xuất
- BV 138 A-01 tới 06
- BV 138 A-1
- BV 138 B-0
- BV 138 B-1
  - BV 138 B-1/U1
- BV 138 C-1
  - BV 138 C-1/U
- BV 138 MS

## Quốc gia sử dụng
Đức Quốc xã
- Không quân Đức

## Tính năng kỹ chiến thuật (BV 138 B-1)
Đặc điểm tổng quát
- Kíp lái: 6
- Chiều dài: 19,9 m (65 ft 3 in)
- Sải cánh: 27 m (88 ft 7 in)
- Chiều cao: 6,6 m (21 ft 7 in)
- Diện tích cánh: 111,9 m² (1.205 ft²)
- Trọng lượng rỗng: 8.100 kg (17.860 lb)
- Trọng lượng có tải: 14.700 kg (32.400 lb)
- Động cơ: 3 × Junkers Jumo 205D, 656 kW (880 hp)  mỗi chiếc

 Hiệu suất bay 
- Vận tốc cực đại: 275 km/h trên độ cao 6.000 m (171 mph trên độ cao 19.700 ft)
- Tầm bay: 5.000 km (3.105 mi)
- Trần bay: 5.000 m (16.400 ft)
- Vận tốc lên cao: 220 m/phút (729 ft/phút)
- Tải trên cánh: 114,2 kg/m² (23,4 lb/ft²)
- Công suất/trọng lượng: 0,106 kW/kg (0,064 hp/lb)

Trang bị vũ khí

- 2 × pháo MG 151 20 mm
- 1 × súng máy MG 131 13 mm (.51 in)
- 3 × súng máy MG 15 7,92 mm